# Керегетас (вапняковий кар'єр)
Керегетас (вапняковий кар'єр) – гірничодобувне підприємство на півночі Казахстану у Павлодарській області.
В 1966 році дещо південніше від Екібастузу почалась розробка родовища вапняка Керегетас. Продукція підприємства спрямовувалась ряду великих споживачів, передусім Павлодарському алюмінієвому заводу, а також заводу феросплавів в Аксу, цементному заводу в Екібастузі та заводу залізобетонних виробів у Павлодарі. З 1984-го на основі сировини Керегетасу почав роботу Майкаїнський вапняний завод.
З 1996-го рудник перейшов під контроль компанії «Алюміній Казахстану», яка володіє найбільшим споживачем його продукції – зазначеним вище алюмінієвим заводом. Також наразі продовжують закуповувати сировину заводи феросплавів та вапна.
Річна потужність підприємства перевищує 2 млн тон. Станом на 2021 рік з Керегетасу видобули 100 млн тон вапняку, при цьому наявних запасів, як очікують, повинно вистачити ще на 70 років. Розробка ведеться відкритим способом, а глибина кар’єру вже досягнула 82 метрів.